# Glossoloma sprucei
Glossoloma sprucei är en tvåhjärtbladig växtart som först beskrevs av Carl Ernst Otto Kuntze, och fick sitt nu gällande namn av J.L. Clark. Glossoloma sprucei ingår i släktet Glossoloma och familjen Gesneriaceae. Inga underarter finns listade i Catalogue of Life.